# ウエズド
ウエズド（ロシア語: уезд） はキエフ・ルーシ、ロシア・ツァーリ国、帝政ロシア、ロシア・ソビエト連邦社会主義共和国ならびにソビエト連邦で用いられていた行政区画である。日本語文献では「郡」の訳語を当てるものがある。
ソビエト連邦の1923年から1929年の行政改革(ru)においてウエズドは廃止され、ラヨンが用いられるようになった。ラヨンは現ロシア等の行政区画で用いられている。

## ルーシからピョートル1世まで
ルーシ（キエフ・ルーシ等ルーシの諸公国）期からウエズド（古東スラヴ語: ѹѣꙁдъ）という用語は用いられていた。法規の中のもっとも古い用例は、1150年にスモレンスク公ロスチスラフがスモレンスク主教に対して発した勅令書の中に見られる。中世においてはナメストニク（クニャージ・ナメストニク）がその管理にあたった。ウエズドはいくつかのヴォロスチを総括した行政区画であったが、後にオサードと呼ばれる軍事拠点をも内含するようになった。また、ウエズドの行政中心地の都市（ウエズドヌィー・ゴロドとも。ゴロドではなくセロやデレヴニャの場合もあった）では、ウエズド内のヴォロスチからテャグロ(ru)（直接国税の一種）が集められた。ヴォロスチはスタンに、さらにスタンはオコリツァ(ru)に区分された。
15世紀後半、ウエズドの概念は、より広大な範囲をさすゼムリャー、オーブラスチとも、狭小な範囲をさすヴォロスチとも混同が始まり、ウエズドの境界線は修正された。16 - 17世紀にはより広大な行政単位であるラズリャド(ru)が登場し、その管轄下に組み込まれた。ラズリャドは、中央政府とウエズドとの間を仲介する役割を担った。また、17世紀初頭からウエズドの管理はヴォエヴォダが行い、行政・司法をも管轄した。18世紀初頭には、ラズリャドはグベールニヤへと改組された。これはピョートル1世の行政改革(ru)によるものであり、規模が無秩序な状態となっていた、都市法を持つ都市、ウエズド、ラズリャド、かつての分領地などが整理された。

## 帝政ロシア期
帝政ロシア期の1775年、エカテリーナ2世の行政改革(ru)によって地方組織が改組された。すなわち、ピョートル1世以降、グベールニヤ - プロヴィンツィヤ - ウエズドの三層構成となっていたが、ナメストニチェストヴォ - ウエズドの二層構成となった。エカテリーナ2世は人口と面積に基づいて、23のグベールニヤを53のナメストニチェストヴォに再編し、ナメストニチェストヴォ内には10から12のウエズドが含まれていた。また各ウエズドの男性人口は2万から3万人だった。この後、エカテリーナ2世による地理的区分（行政区画）はロシア革命まで維持された（ただし行政単位としてのナメストニチェストヴォは1796年にパーヴェル1世によって廃止された）。以降、1929年までウエズドはグベールニヤの構成単位であり、行政・司法・財政の最小単位となった。
1889年より、各ウエズドにはゼムストヴォが設置され、地方自治が行われた。刑事は初めヴォエヴォダの管轄だったが、後にイスプラヴニク(ru)（帝政ロシア期の郡警察署長）の管轄下に移行した。

## ソビエト連邦期
1917年の十月革命以降も、ウエズドは引き続き用いられていたが、1923年から1929年にかけての行政改革(ru)においてウエズドは廃止された。廃止当初は、行政区画として、広範なオクルグが用いられたが、後にロシア・ソビエト連邦社会主義共和国全域で、より細分化されたラヨンに替わった。なお、エストニア・ソビエト社会主義共和国、ラトビア・ソビエト社会主義共和国、モルダビア・ソビエト社会主義共和国では1940年代にウエズドが用いられていた。